# Famille de Valicourt
La famille de Valicourt est une famille subsistante de la noblesse française, originaire de Niort, en Poitou. Sa filiation suivie remonte à Toussaint de Valicourt (ou Valicourt), procureur du roi à Niort vers 1620. Établie en Artois vers 1640, elle a été anoblie par lettres patentes en décembre 1668.

## Histoire
La  filiation suivie remonte à Toussaint de Valicourt, (ou Toussaint Valicourt), procureur du roi à Niort, marié vers 1624 à Louise Clémenson, fille de Pierre Clémenson, bourgeois de Niort.
Son fils, Louis de Valicourt, né à Niort, se fixe à Arras  comme secrétaire de l'intendant d'Artois et est reçu bourgeois d'Arras. Marié à Antoinette de Monvoisin, il devient prévôt des maréchaux de France en Artois et est anobli par lettres patentes de Louis XIV de décembre 1668 en considération de ses services.
Selon les lettres d'anoblissement, la famille de Valicourt serait plus anciennement d'Orléans où un porteur du nom était grand-maître des eaux et forêts de la ville et où une chapelle dans l'Hôtel-Dieu portait le nom de Valicourt.
Amédée de Ternas écrit Dans Souvenirs de la Flandre-wallonne (1869) « Depuis lors les membres de cette famille se sont répandus en Artois, Flandre, Hainaut et Cambrésis où ils ont occupé toutes espèces de charges ; où ils ont possédé plusieurs terres importantes, et enfin ont contracté de nombreuses alliances qui les ont apparentés avec beaucoup de familles de ces contrées ».
La famille de Valicourt fut maintenue noble en 1786 et comparut à Cambrai et à Arras en 1789.
La famille de Valicourt est adhérente de l'association d'entraide de la noblesse française depuis 1934.

## Personnalités
- Louis de Valicourt ( -1696), écuyer, seigneur de la Chauvinière, d'Ambrines, de Ricamez et de Mortry, capitaine des sauves gardes du roi, grand prévôt des maréchaux en Artois, commissaire ordonnateur de Valenciennes, de Condé, de Bouchain et de Cambrai, grand bailli de Lens et de Hénin-Liétard (1693), subdélégué de l'intendance de Valenciennes. Il épouse à Arras en 1651, Antoinette Barbe de Monvoisin.
  - André Marie de Valicourt (1663-1734), écuyer, seigneur de Beaucourt épouse Marie Anne Hyacinthe Le Hardy, dame de Sérenvillers.
    - Louis Marie de Valicourt (1687-1743), écuyer, seigneur de Beaucourt épouse Anne Isabelle Hattu, dame de Marseil.
      - Charles de Valicourt (1734-1776), écuyer, seigneur de Beaucourt. Il épouse Augustine de Vienne, dame de Calimont.
        - Augustin de Valicourt épouse Aglaé Allard du Haut-Plessis.
          - Augustin Marie Edmond de Valicourt (1808-1884), auteur d'ouvrages scientifiques[10] et contributeur à l’encyclopédie Roret[11]. Il  épouse Marie Camille Maldan Darcy.
            - Augustin Marie Léon de Valicourt (1838-1895) épouse en 1868 Marthe de Mory de Neuflieux et en secondes noces en 1877 Marie d'Amonville.
              - (1) Éric de Valicourt (1870-1939), officier. Il épouse Marie Anne Antheaulme de Nonville.
                - Guy de Valicourt (1897-1971) épouse Marguerite-Marie Dugon.
                  - Philippe de Valicourt épouse Jacqueline Colleville
                    - Emmanuel de Valicourt (1965), docteur en droit, juriste, professeur de droit, historien, auteur, ordonné prêtre en 2006[12].

              - (2) Joseph Augustin Marie de Valicourt (1886-1917), mort pour la France[13].

    - Jean-Joseph de Valicourt (1695-1750) épouse à Valenciennes en 1728, Marie-Hélène Josèphe Dominique de Castro Y Lemos.
      - François de Valicourt dit de Valicourt-Séranvillers (1738-1820), écuyer, seigneur de Séranvillers, lieutenant des maréchaux de France. Il épouse Marie-Magdeleine Isabelle Eléonore Driaucourt.
        - André Martin de Valicourt-Séranvillers (1782-1873) épouse Marie-Thérèse Ursule Josèphe Grebert.
          - François Joseph de Valicourt-Séranvillers (1813- ) épouse Marie Colette Joséphine Daveluy.
            - Antoine François de Valicourt (1851-1901) épouse Mathilde Ringo.
              - Maurice Marie Joseph de Valicourt (1888-1918), mort pour la France[14].

            - Charles Marie Stanislas de Valicourt (1859-1935). Avocat, docteur en droit, diplomate à partir de 1886, consul de France à Valence (Espagne) et auteur d'ouvrages[15].
            - Louis Marie Alphonse de Valicourt (1864-1934), capitaine d’Infanterie, chevalier de l'ordre national de la Légion d’honneur. Il épouse Marie Antoinette Caron.
              - Joseph de Valicourt (1900-1999), fondateur de l'association nationale des chasseurs de gibier d'eau (ANCGE) et auteur du livre La Picardie et ses chasses, paru en 1947[16],[17].

  - Marie-Suzanne de Valicourt (1670-1759), sous-gouvernante des enfants de France, à demeure au château de Versailles (1710-1744)[18].

## Alliances
Les principales alliances de la famille de Valicourt sont : Clémenson (1624), de Monvoisin (1651), Le Clercq (1681), Le Hardy (1686), Delarue (1720), de Fourmestraux (1722), Hattu (1727), de Calonne (1753), de Vienne (1767), Driaucourt (1769)  Alvarez-Cuevas (1803), Desfontaines de La Croix (1803), Allard (1808), Grebert (1810), Darcy (1835), Broussemart de Thiennes (1838), Le Vaillant de Jollain (1851), Lacombe (1847), Leclercq (1848), Daveluy (1849), Gilleron (1850), Ringo (1879), Le Villain (1885), de Commarque (1888) Del Pilar (1898), Caron (1899), de Buron (1918), Caillet (1925), Brière (1939), de Bouteville (1935), de Mauduit du Plessix (1962), de Rozières, Mérot du Barré, d'Aboville.

Branche de Bécourt.

## Armes
- D'azur au franc quartier dextre d'hermines (branche aînée dite de Séranvillers)[5].
- D'azur, à un lys d'argent sur une terrasse de même accosté de 2 lièvres courant d'argent et un franc quartier d'hermines (branche cadette dite de Bécourt)[5],[19].

## Propriétés
- Château de Séranvillers (Séranvillers) ;
- Château de Bécourt (Bécourt) ;
- Château d'Ambrines {Ambrines) ;
- Château d'Andelarre (Andelarre) ;
- Ferme appartenant à la famille de Valicourt à Blécourt.

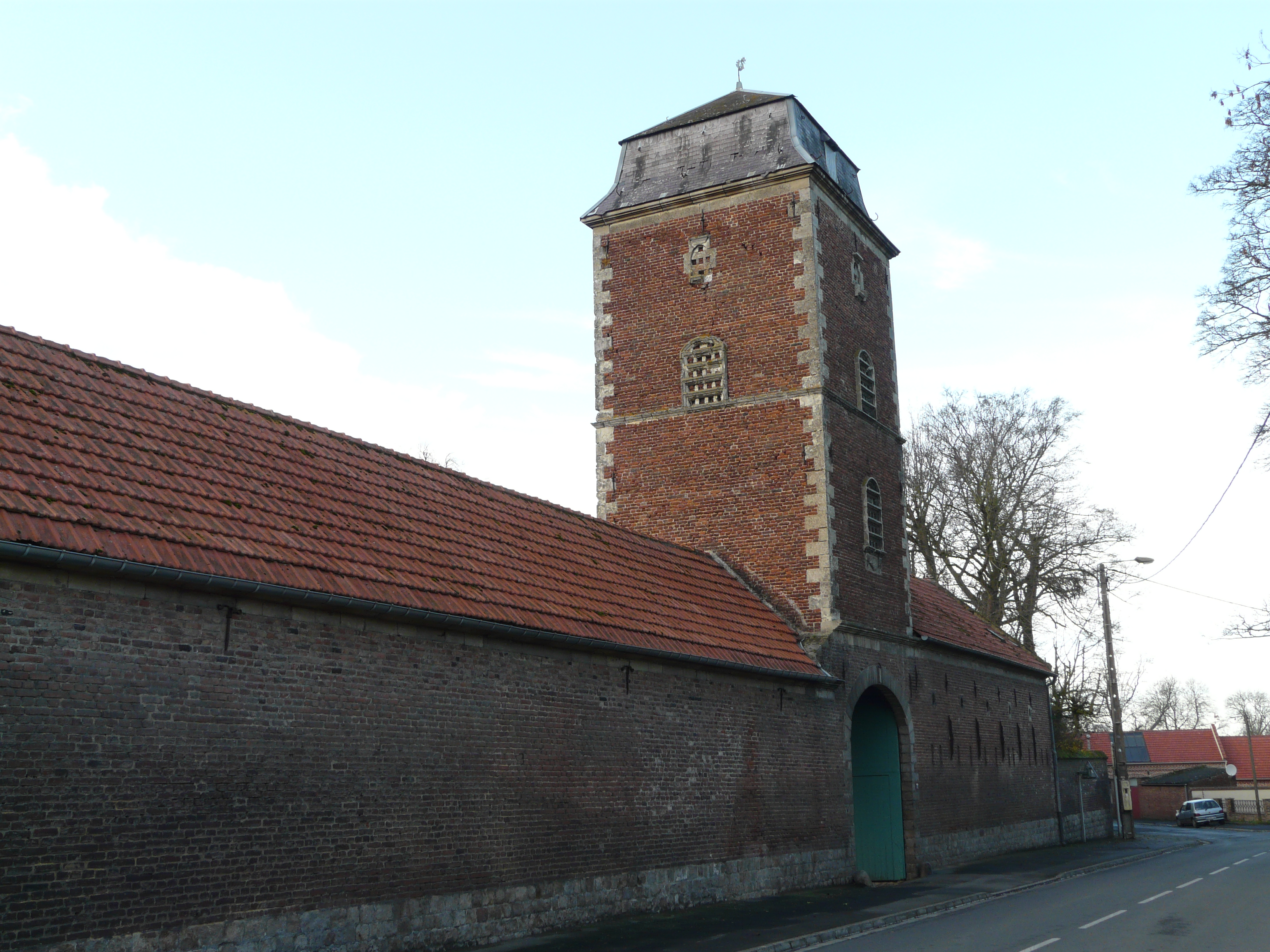
Pigeonnier de la ferme de la famille de Valicourt à Bécourt.
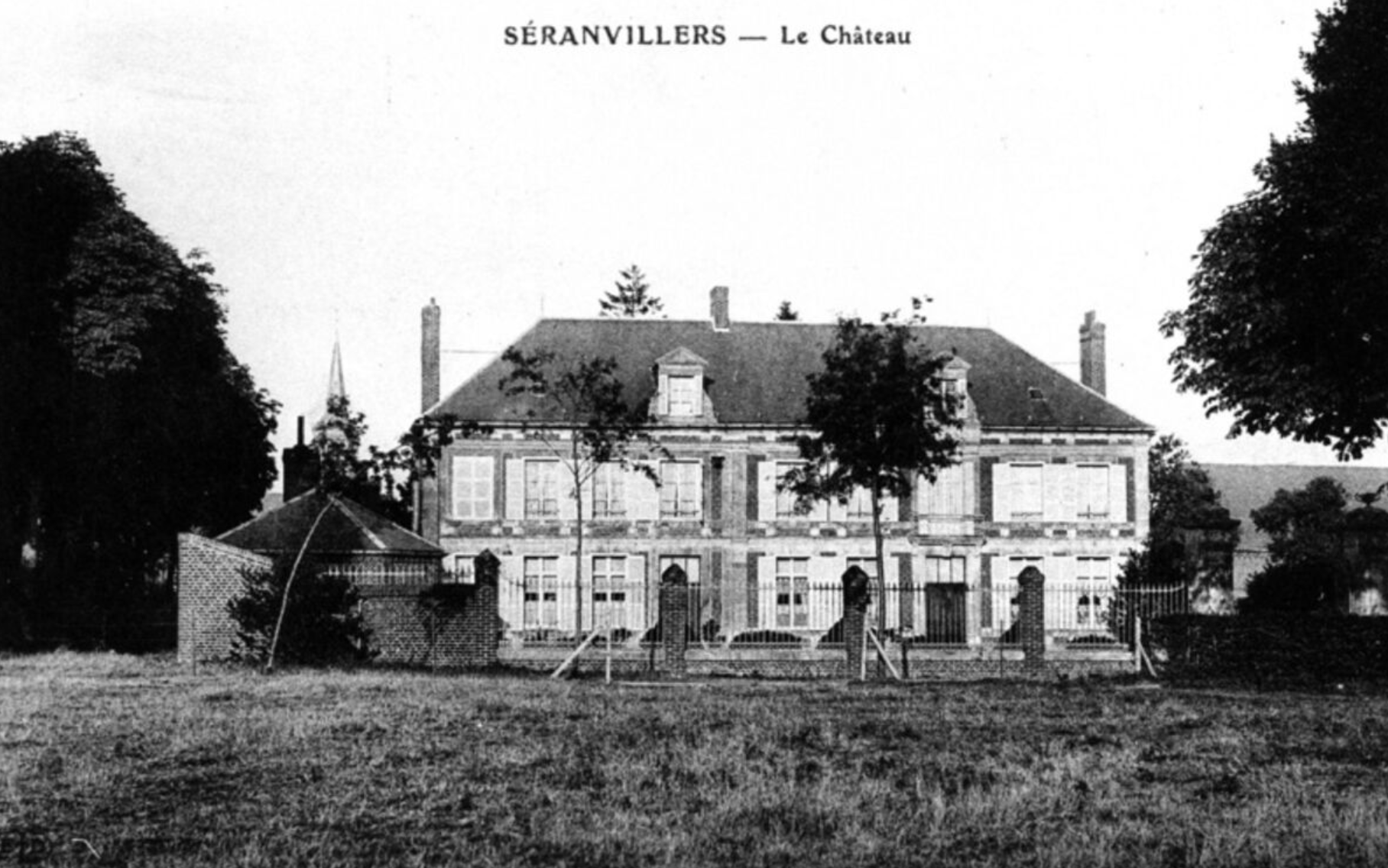
Château de Séranvillers.
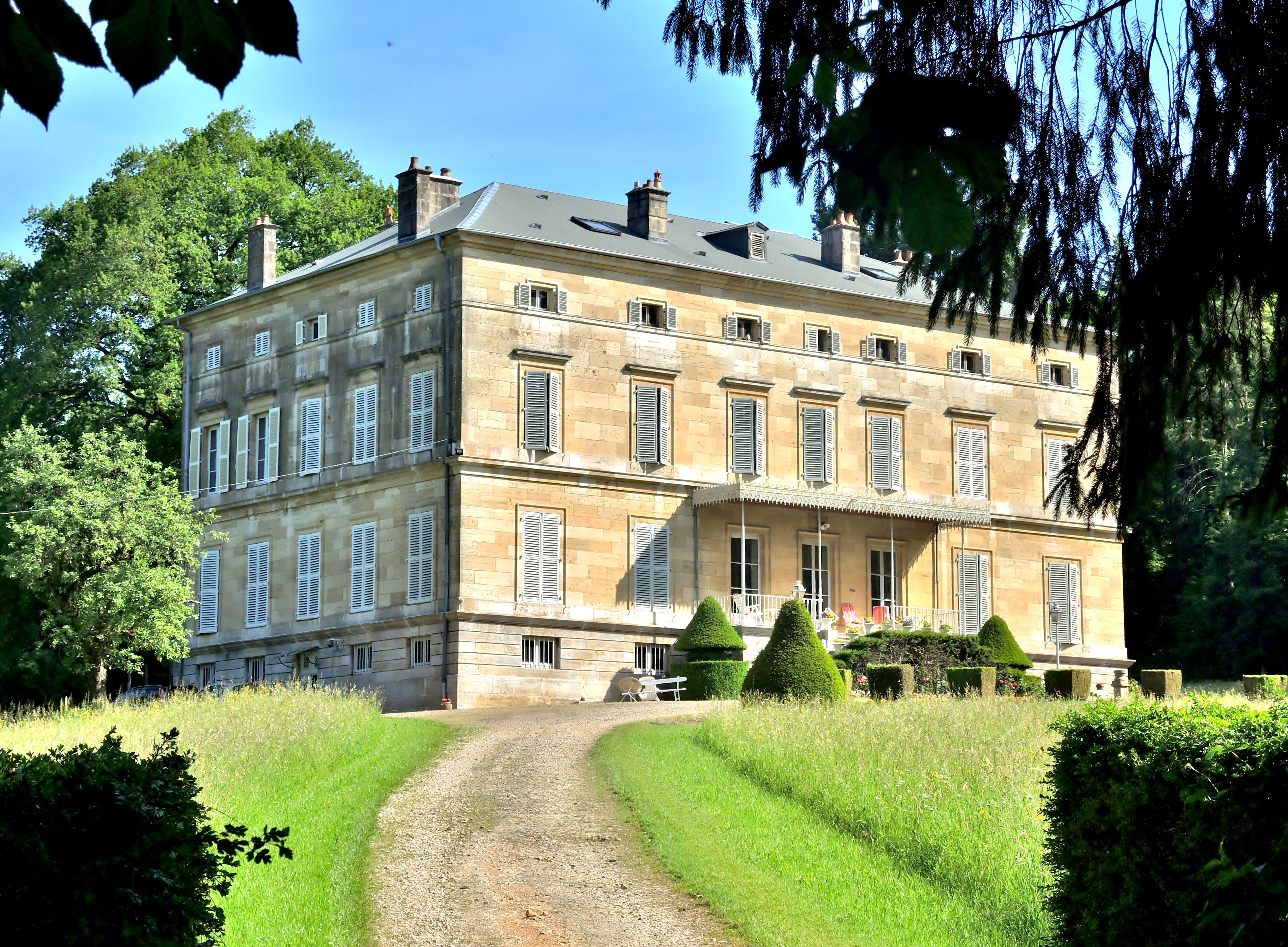
Château d’Andelarre.

## Sépultures familiales
- En l'église Saint-Léger d'Ambrines subsiste une dalle funéraire de la famille de Valicourt, datant de 1751, marquée d'une épitaphe et enregistrée en 1974 dans la Base Palissy[20].
- Le tombeau de la famille de Valicourt à Nolette est inscrit à l'inventaire des Hauts de France[21].

## Pour approfondir